# 남병근
남병근(南炳根, 1958년 4월 16일 ~)은 대한민국의 경찰공무원, 정치인이다.

## 학력
- 상패국민학교 졸업
- 동두천중학교 졸업
- 신흥고등학교 졸업
- 충남대학교 법과대학 법학 학사
- 충남대학교 대학원 법학 석사
- 충남대학교 대학원 법학 박사

## 경력
- 경찰대학교 교수
- 행정자치부 차관 비서관
- 충남 보령경찰서장
- 경기 평택경찰서장
- 서울영등포경찰서장
- 경기 부천원미경찰서장
- 인천지방경찰청 제3부장
- 서울지방경찰청 교통부장
- 경기북부지방경찰청 차장
- 신한대학교 석좌교수
- 2018.04~2018.05: 제7회 전국동시지방선거 경기 동두천시장 더불어민주당 예비후보
- 2019.06~2020.05: 더불어민주당 경기도당 동두천시·연천군 지역위원회 위원장
- 2020.01~2020.03: 제21대 국회의원 선거 경기 동두천시·연천군 더불어민주당 국회의원 예비후보
- 2021.12~2024.05: 더불어민주당 경기도당 동두천시·연천군 지역위원회 위원장
- 2024.05~: 더불어민주당 경기도당 동두천시·양주시·연천군 을 지역위원회 위원장

## 역대 선거 결과
| 실시년도 | 선거   | 대수 | 직책     | 선거구                         | 정당         | 득표수   | 득표율          | 순위 | 당락 | 비고 |
| -------- | ------ | ---- | -------- | ------------------------------ | ------------ | -------- | --------------- | ---- | ---- | ---- |
| 2024년   | 총선   | 22대 | 국회의원 | 경기 동두천시·양주시·연천군 을 | 더불어민주당 | 36,540표 | \| \| 46.29% \| | 2위  | 낙선 |      |
|          | 46.29% |      |          |                                |              |          |                 |      |      |      |